# Timur Alitowski
Timur Alitowski (ros. Тимур Алитовский; ur. w 2000 r.) – rosyjski aerobik, mistrz świata i Europy.
Przygodę ze sportem zaczął w wieku pięciu lat w Sibirskij. Na pierwszych swoich mistrzostwach świata w 2018 roku w Guimarães zdobył złoty medal w kroku i w rywalizacji drużyn.
Jego zainteresowaniami są: sporty ekstremalne, snowboarding i skoki na trampolinie.